# تام و توماس
تام و توماس (به انگلیسی: Tom & Thomas) فیلمی محصول سال ۲۰۰۲ و به کارگردانی اسمه لامرز است. در این فیلم بازیگرانی همچون شان بین، ایندای با، آرون تیلور-جانسون، رایان نلسون، درک د لینت و دان وندر هیدن ایفای نقش کرده‌اند.